# Simó III de Saarbrücken
Simó III (c. 1180–1243) fou comte de Saarbrüken (també escrit Sarrebruk) des de l'any 1207 fins a la seva mort.

## Biografia
Simó III era el fill primogènit de Simó II de Saarbrücken i de la seva esposa Liutgarda de Leiningen. Simó heretà del seu pare el Comtat de Saarbrücken, mentre que el seu germà Friedrich heretà el de Leiningen, un altre germà anomenat Heinrich fou bisbe de Worms.
En la crisi successòria al títol d'emperador del Sacre Imperi Romanogermànic, 1208-1215, sorgida a la mort de Felip de Suàbia, donà suport al candidat de Hohenstaufen. Això no obstant, reconegué Otó de Bruswick (1175-1218) com a rei d'Alemanya i assistí a la coronació de Frederic II com a emperador, el 1215 quan Otó abdicà.
Simó III participà en el Setge de Damiata (1218–1219) i en fou l'encarregat de prendre decisions mentre els altres caps de la Cinquena Croada, que havien estat dispersats pel temporal, arribaven.

## Matrimonis i descendència
Segons una font no del tot fiable, Simó III s'hauria casat amb la vídua Gertrude de Dagsburg/Dachsburg (c.1190 - 1225) i seria el seu tercer marit. Els genalogistes creuen més probable que fos el nebot de Simós III, dit Simó de Leiningen (c. 1205 - 1234/36), fill del seu germà Friedrich, qui es casà amb Gertrude el 1224.
En data desconeguda, entre el 1215 i el 1220 Simó III es casà amb Laureta (1195 - a.1226), filla de Frederic II, dud de Lorena amb qui tingué un fill i quatre filles:
- Dietrich (? –† c. 12 maig 1227) ∞ Johanna d'Apremont
- Laura (? –† c. 13 novembre 1270) ∞ I. Gottfried II d'Apremont († 1250) ∞ II. Dietrich Luf I de Kleve
- Matilde (? –† 1276) ∞ I. Simó II, senyor de Commercy († 1247/48) ∞ II. Amadeu, senyor de Montfaucon († 1280)
- Joana (? –† c. 1286) ∞ (vor 1235) Simó V, senyor de Clefmont-en-Bassigny († 1280)
- Elisabet (? –† c 1271) ∞ Hug III, comte de Lützelstein († 1280)

Després de la mort de Dietrich el 1227, escollí Laura com a hereva del Comtat de Saarbrücken, en un document oficial signat el 1235 amb el bisbe de Magúncia com a testimoni, però donava una participació a cadascuna de les filles. A la mort de Laura, Mathilde obtingué el títol de comtessa de Saarbrücken, però el bisbe Lorenz de Leistenberg, s'oposà i el fill de Matilde, Simó IV, en fou el beneficiari.